# Szent Gellért tér – Műegyetem metróállomás
A Szent Gellért téri metróállomás (hivatalos nevén Szent Gellért tér – Műegyetem) a budapesti M4-es metró vonalán helyezkedik el a Móricz Zsigmond körtér és a Fővám tér között.
Az állomás 2013. november 22-én kapta meg a használatbavételi engedélyt az NKH-tól, ezzel ez lett a vonal harmadik kész állomása a Bikás park és az Újbuda-központ után.

## Jellemzői
Az állomás több, mint 30 méter mélyen fekszik a felszín alatt, ahonnan négy mozgólépcsővel és két lifttel lehet az aluljáróba jutni. A mozgólépcsős bejáratról először egy átszállószintre lehet érkezni, majd egy másik irányú mozgólépcsőre átszállva lehet elérni a peronszintet.
Az állomás vágánykapcsolattal is rendelkezik. A szerelvények a Keleti pályaudvar irányú vágányon tudnak irányt váltani, ahonnan át tudnak jutni a Kelenföld vasútállomás irányú vágányra. A Keleti pályaudvar felől érkezve a szerelvény a Móricz Zsigmond körtér felé továbbindulva, az állomáson túl tud irányt váltani, és visszajutni a Keleti pályaudvar irányú vágányra.

## Képgaléria

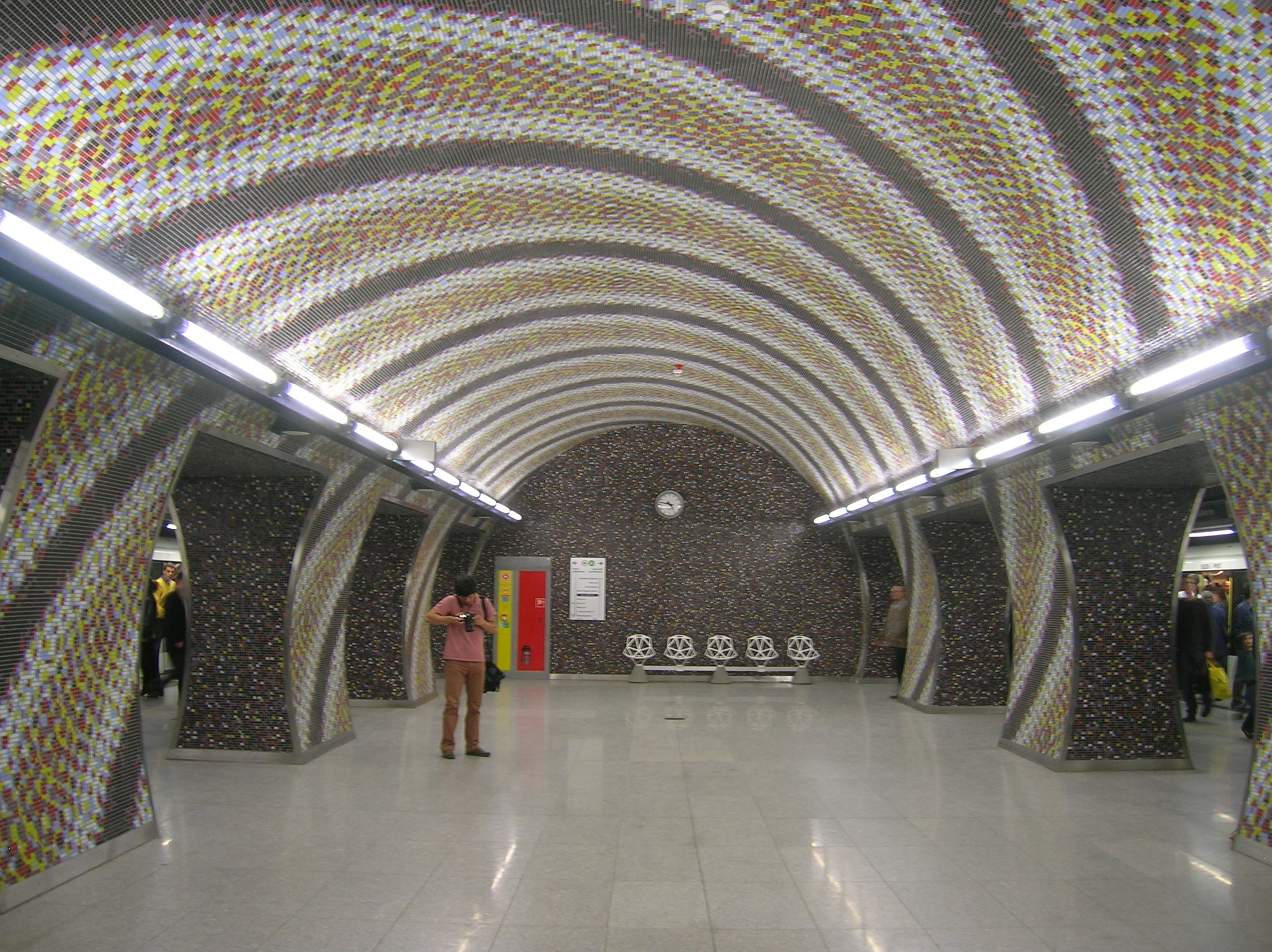
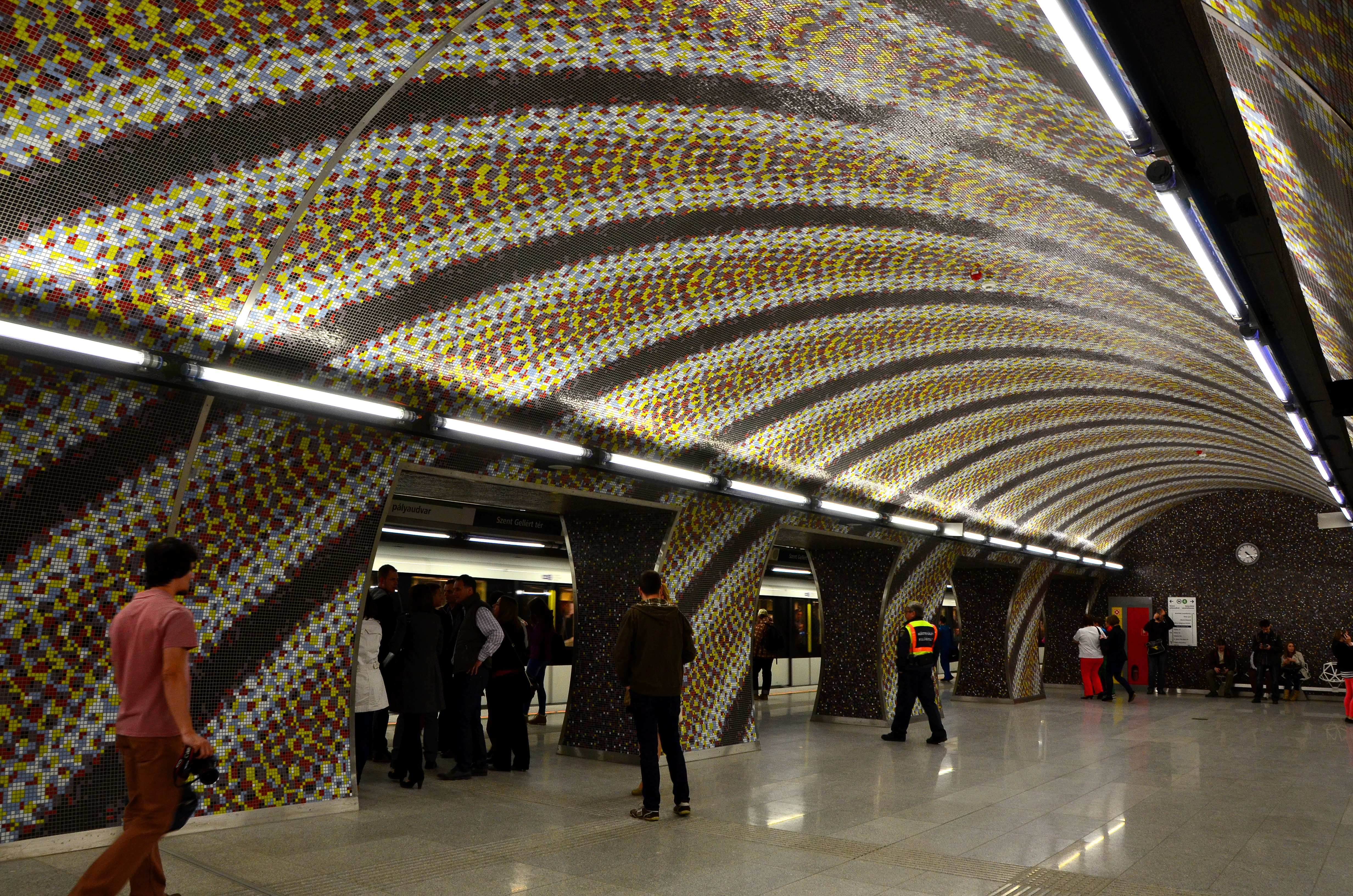
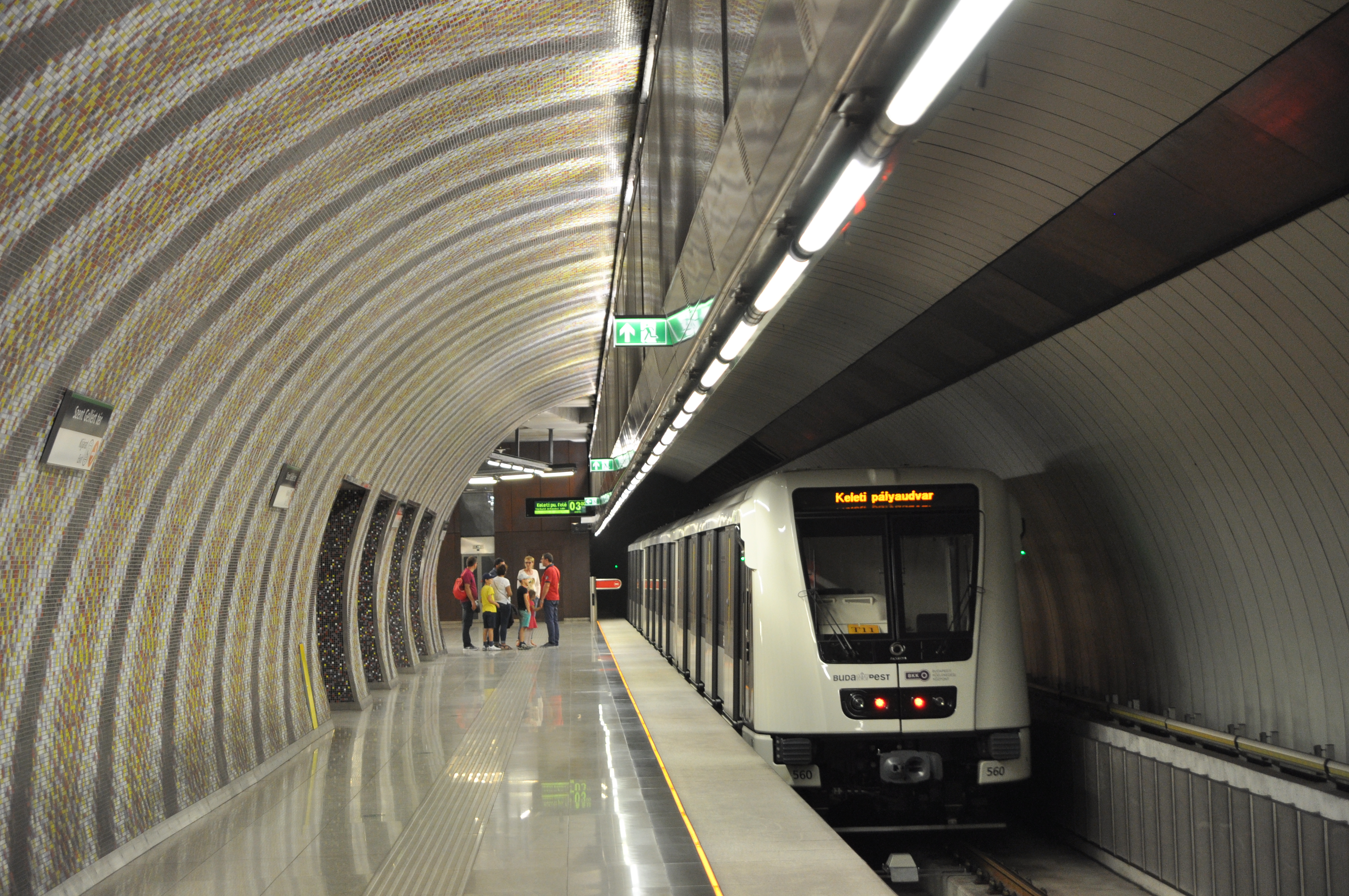
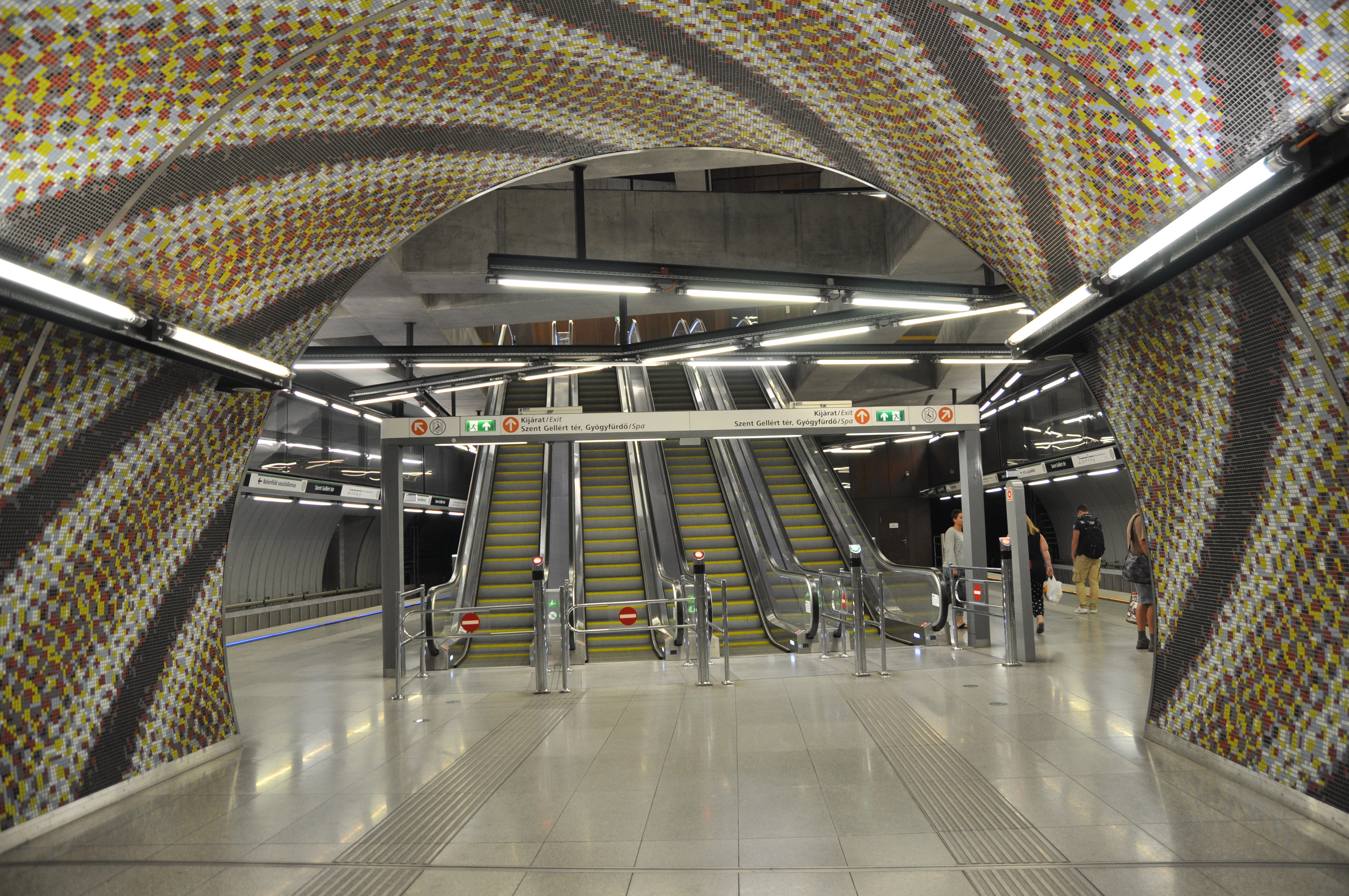
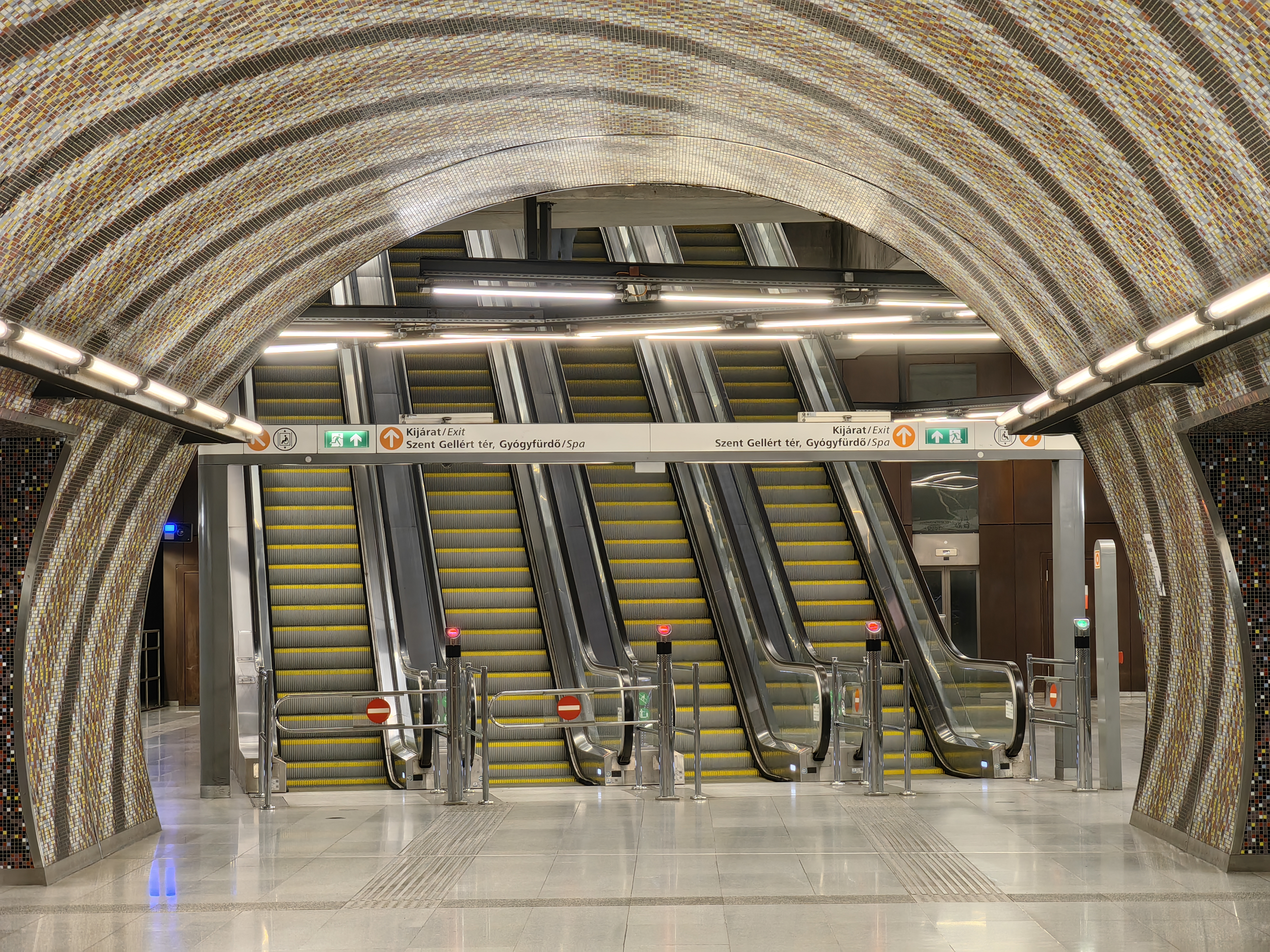
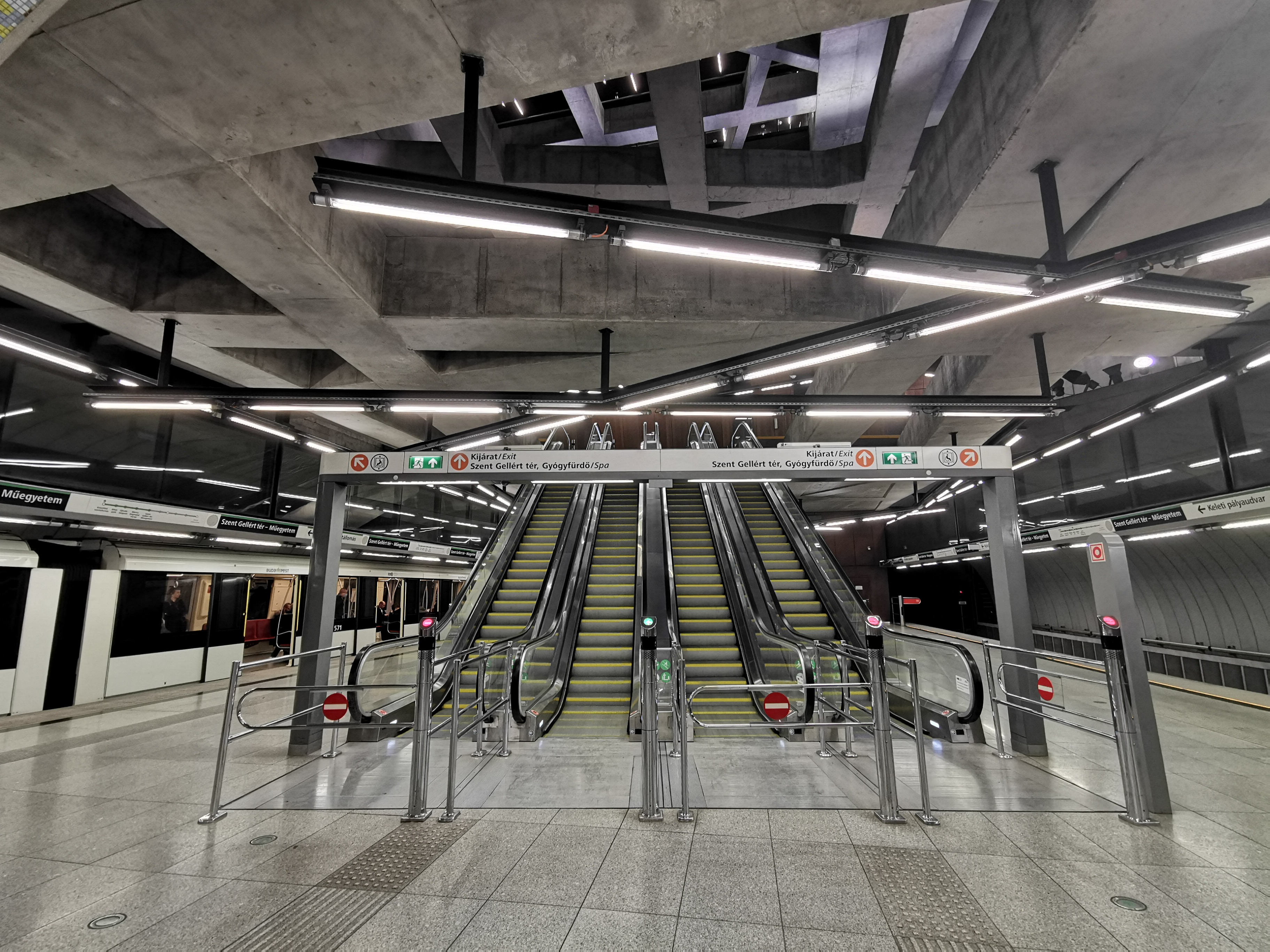
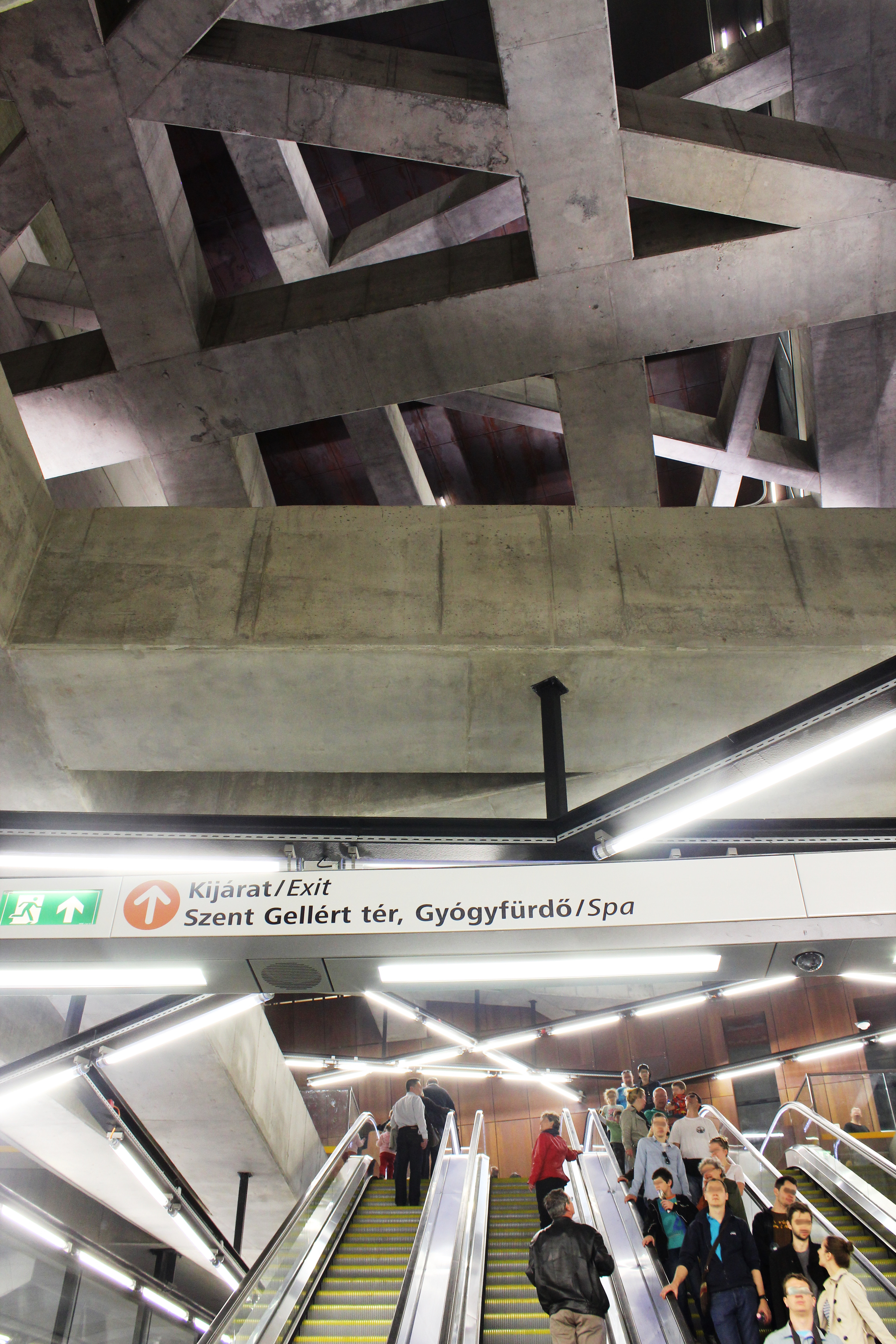
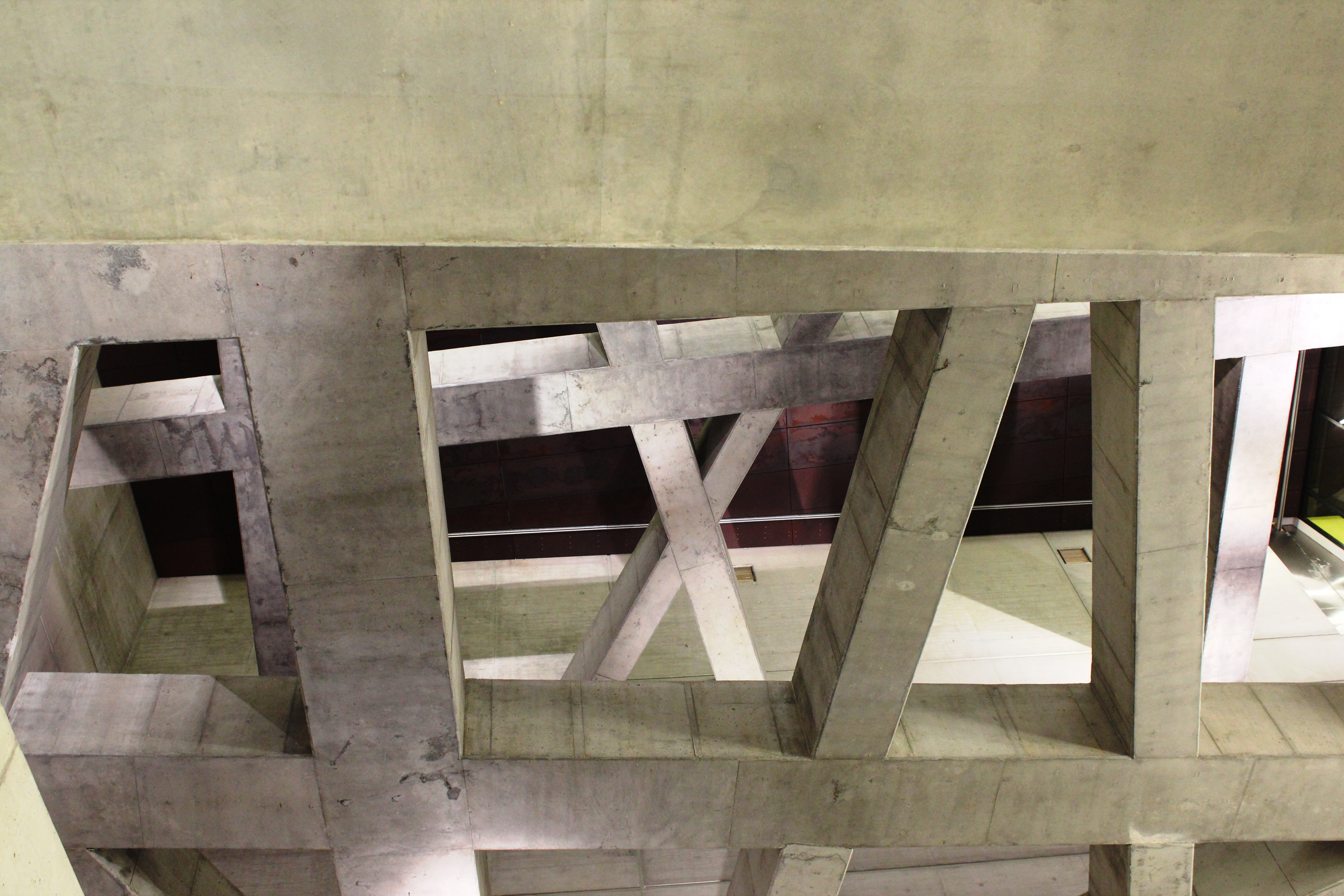
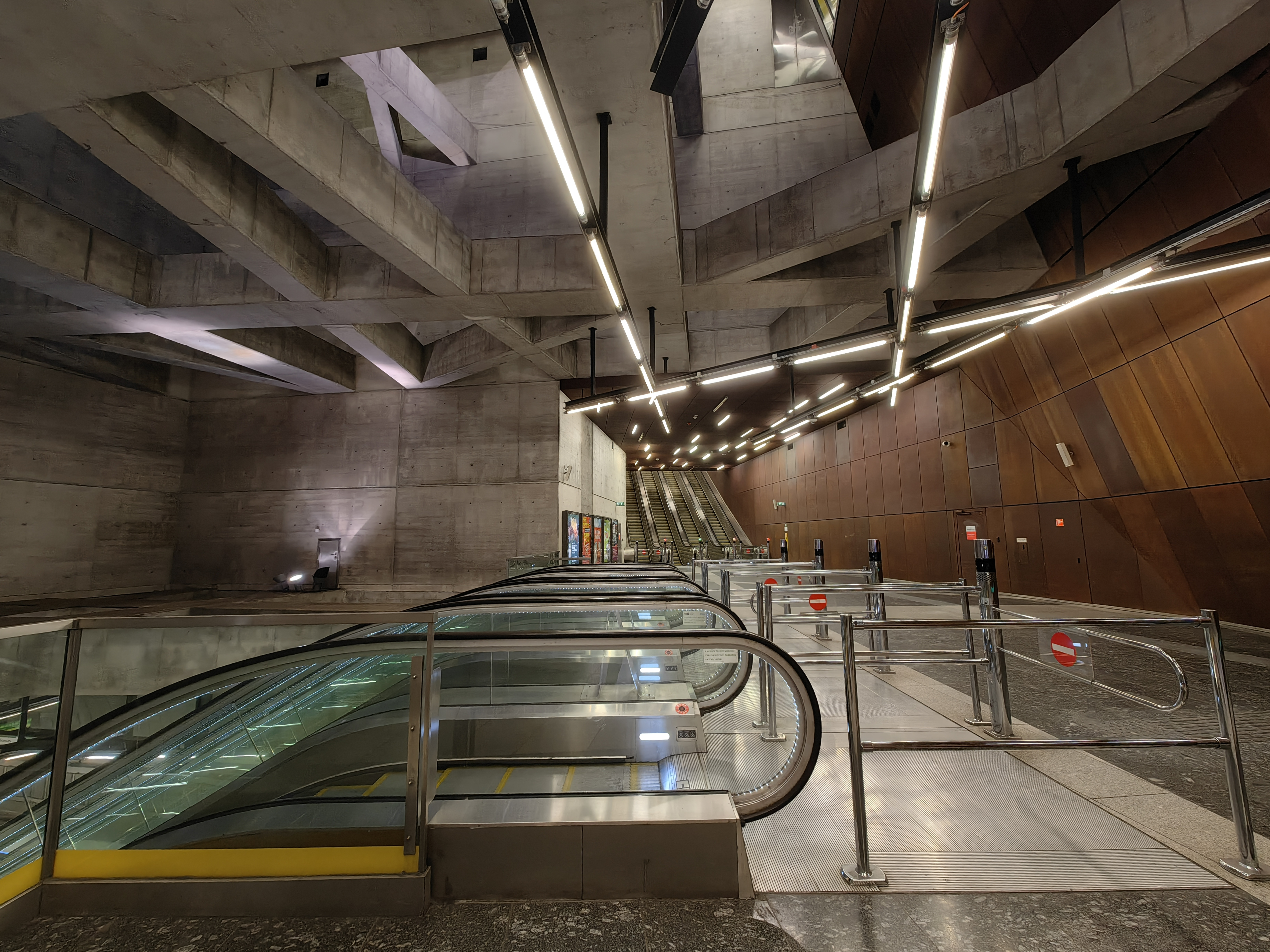
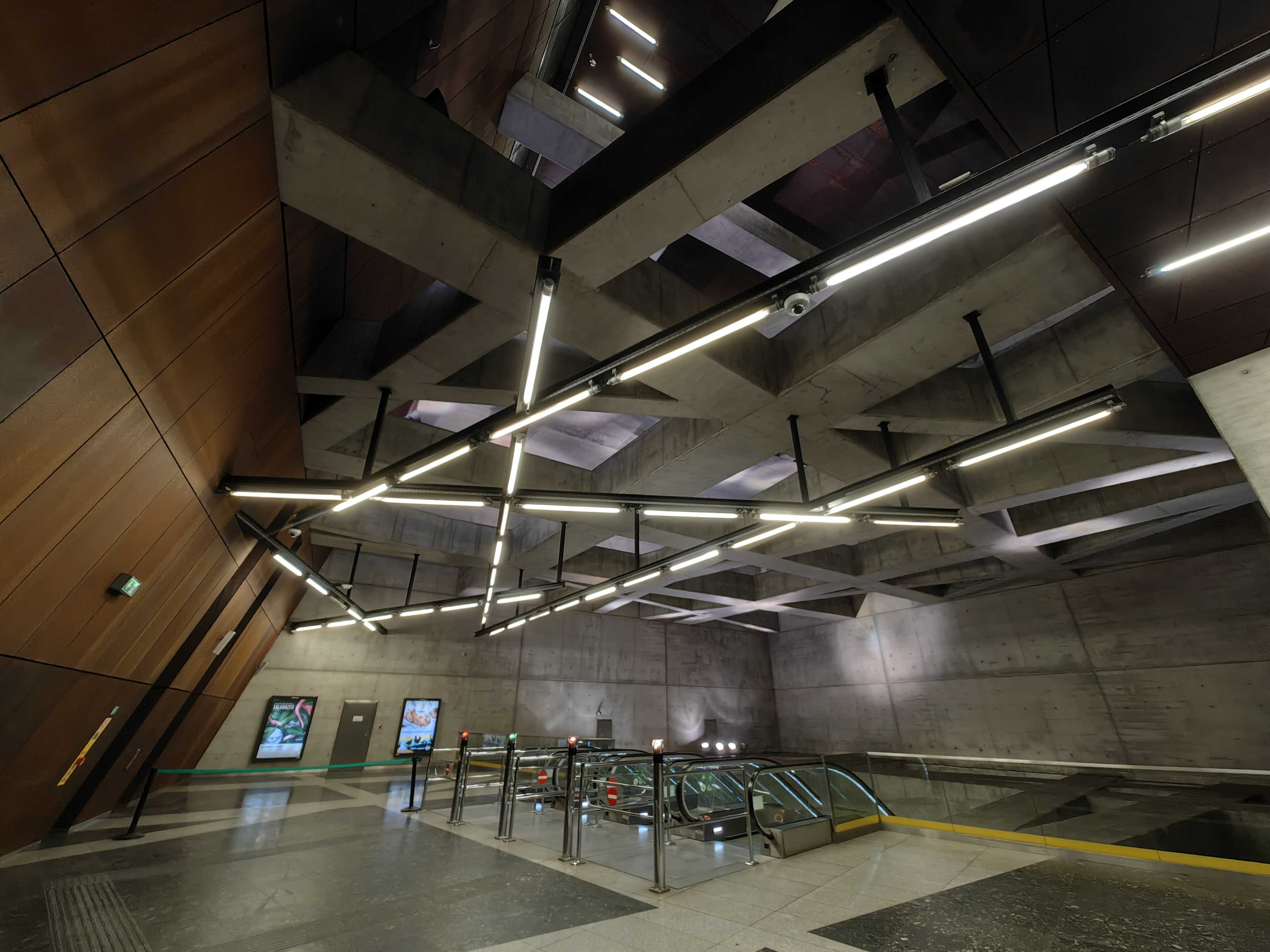

## Átszállási kapcsolatok
| Szent Gellért tér – Műegyetem | 19, 41, 47, 48, 49, 56, 56A 7, 107, 133E | Budapesti Műszaki és Gazdaságtudományi Egyetem, Gellért Szálló és Fürdő |